# Billbergia amoena
Billbergia amoena là một loài thực vật có hoa trong họ Bromeliaceae. Loài này được (Lodd.) Lindl. mô tả khoa học đầu tiên năm 1827.